# Firstständerhaus (Bauschlott)

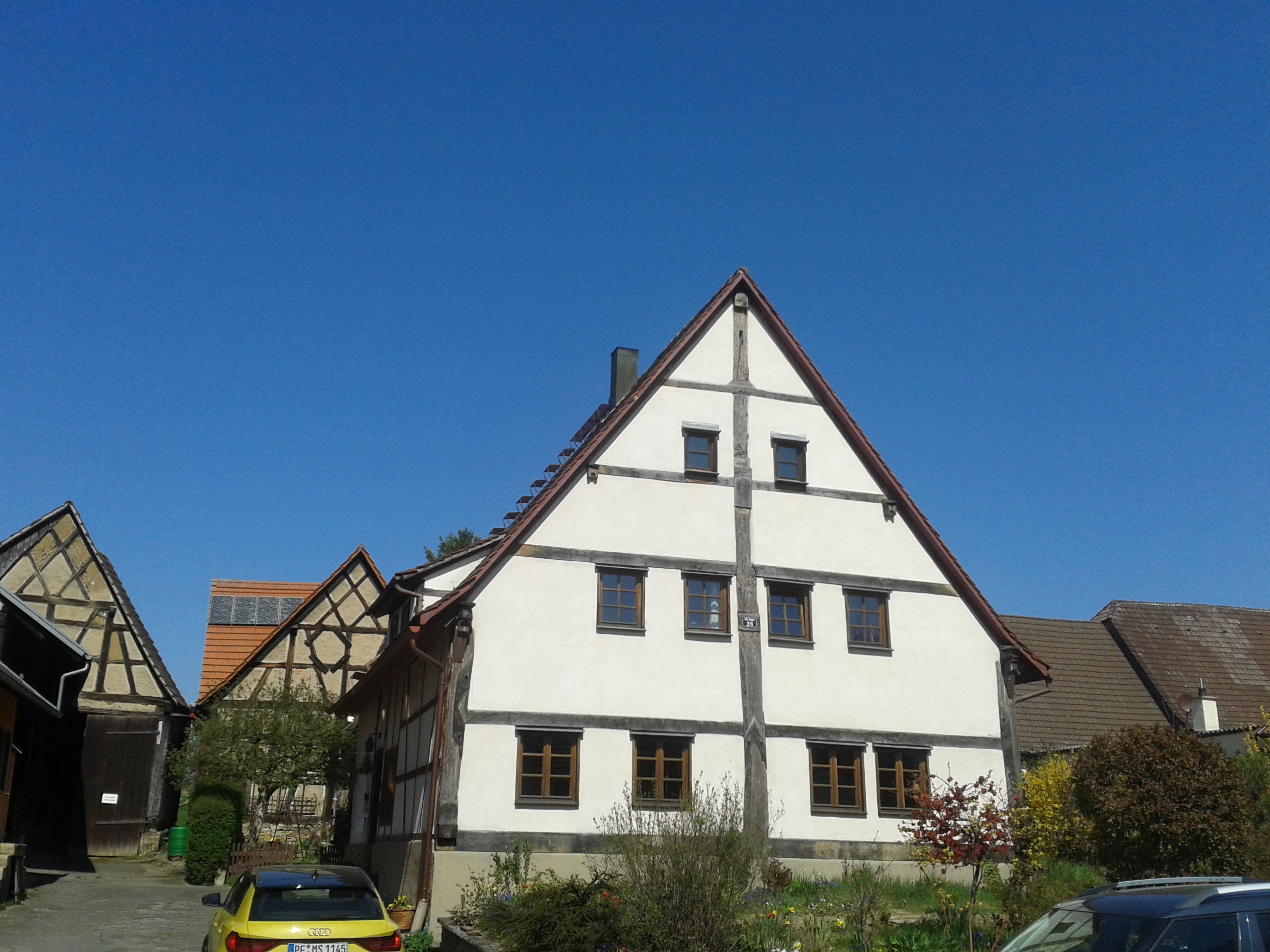
Firstständerhaus in Bauschlott

Das Firstständerhaus in Bauschlott, einem Ortsteil der Gemeinde Neulingen im Enzkreis, wurde im Jahr 1442 erbaut und ist eines der ältesten Gebäude dieses Bautyps in Baden-Württemberg.

## Geschichte
Der Firstständerbau mit der Adresse Am Anger 28 ist eines der ältesten Gebäude in Bauschlott. Es ist seit längerer Zeit als Kulturdenkmal ausgewiesen. Das Gebäude wurde 1953 grundlegend saniert und dabei stark verunstaltet. Gleichwohl wuchs daraufhin das Interesse der Forschung an dem Gebäude. Im 1971 erschienenen Heimatbuch schätzte man die Bauzeit auf die Jahre 1460 bis 1470. Eine dendrochronologische Untersuchung der Firstständer im Jahr 1975 erbrachte das Baujahr 1442. In den späten 1970er Jahren wollte die Sparkasse Pforzheim das Gebäude aus Privatbesitz erwerben und darin eine Filiale einrichten. Allerdings scheiterten diese Pläne bereits damals am Denkmalschutz, da für die geplante Nutzung die Deckenhöhen hätten verändert werden müssen. Das Haus kam daraufhin in den Besitz der Familie Bittigkoffer, die es ab 1979 sowie nochmals 2010 umfangreich saniert hat. Bei der Sanierung von 2010 wurde die der Straße zugewandte Giebelseite restauriert, wobei man eine bis dato an Stelle des dort verlorenen ursprünglichen Fachwerks befindliche Fachwerk-Imitation entfernt hat. Das ursprüngliche Fachwerk zu rekonstruieren war jedoch ohne unverhältnismäßigen Aufwand nicht möglich, so dass die Straßenseite des Gebäudes heute nur Ständer und Deckenbalken, aber keine Gefache mehr aufweist.
Der Bauingenieur und Modellbauer Dieter Ehret aus Weisweil hat 1992 ein maßstabsgerechtes und originalgetreues Modell des Hauses in seinem ursprünglichen Zustand angefertigt, das mehrere Monate lang in der Alten Universität in Eppingen ausgestellt war.